# Attilio De Filippi
Attilio De Filippi, né à Trieste, en Italie, est un ancien entraîneur italien de basket-ball.

## Palmarès
- Champion d'Italie 1930, 1932, 1934, 1940, 1941